# Astragalus pendulatopetalus
Astragalus pendulatopetalus är en ärtväxtart som beskrevs av S.B.Ho och Z.H.Wu. Astragalus pendulatopetalus ingår i släktet vedlar, och familjen ärtväxter. Inga underarter finns listade i Catalogue of Life.